# قبررمضان
قبررمضان یا قلعه ششم ، روستایی از توابع بخش زاغه شهرستان خرم‌آباد در استان لرستان ایران
این روستا برخور دار از طبیعت زیبای است 
قبررمضان یا قلعه ششم ، روستایی از توابع بخش زاغه شهرستان خرم‌آباد در استان لرستان ایران
جمعیت
ویرایش
این روستا در دهستان قائدرحمت قرار دارد و براساس سرشماری مرکز آمار ایران در سال ۱۳۸۵، جمعیت آن ۱۳۱ نفر (۳۳خانوار) بوده‌است و از ۲ هزار سال قدمت داره .ازه تصویر= 
|توضیح تصویر=
|استان=لرستان 
|شهرستان=خرم‌آباد 
|بخش= بخش زاغه
|دهستان=قائدرحمت
|نام بومی= قلعه ششم 
|نام دیکر=قبررمضان
|نام قدیمی=قلعه ششم 
|تاریخ بنیان‌گذاری=۲ هزار سال پیش 
|جمعیت= ۱۳۱ نفر
|رشد جمعیت=
|کد آمار =۲۱۹۷۹۵ |پیش‌شماره=

## جمعیت
این روستا در دهستان قائدرحمت قرار دارد و براساس سرشماری مرکز آمار ایران در سال ۱۳۸۵، جمعیت آن ۱۳۱ نفر (۳۳خانوار) بوده‌است.
این روستا در دهستان قائدرحمت قرار دارد و براساس سرشماری مرکز آمار ایران در سال ۱۳۸۵، جمعیت آن ۱۳۱ نفر (۳۳خانوار) بوده‌است..